# Spineshank
Gli Spineshank sono stati un gruppo musicale nu metal statunitense, costituitosi a Los Angeles (California) nel 1996 e attivo fino al 2016.

## Storia del gruppo

### Gli inizi (1996-1998)
Il gruppo si chiamava in origine Basic Enigma, ma dopo che i suoi membri ebbero ascoltato l'album Demanufacture dei Fear Factory, rimanendone molto colpiti decisero di dare una svolta al loro sound cambiando anche il loro nome in Spineshank e sostituendo il loro vecchio bassista con Robert Garcia.
La band un giorno ebbe la fortuna di incontrare Dino Cazares, chitarrista dei loro beniamini Fear Factory, il quale dopo aver sentito la demo da loro registrata, li invitò ad aprire uno show per la sua band al "Whiskey A Go-Go", offerta che il gruppo non poté rifiutare. Dopo aver partecipato allo show il gruppo riuscì a firmare un contratto con l'etichetta discografica Roadrunner, con cui pubblicò nel 1998 il disco di esordio Strictly Diesel.

### The Height of Callousness(1999-2002)
Il gruppò continuò a fare da spalla ai Fear Factory in altri loro concerti, e nel 2000 fu messo in commercio il loro secondo album in studio The Height of Callousness, il quale, trainato dai singoli Synthetic e New Disease, riuscì ad entrare alla posizione numero 183 nella Billboard 200 e risultò perciò più di successo del precedente.

### Il successo conSelf-Destructive Pattern(2003)
Nel 2003 fu pubblicato il terzo lavoro del gruppo, intitolato Self-Destructive Pattern, che contava soprattutto sul successo singolo "Smothered", nominato ai Grammy Awards del 2003 come Best Metal Performance. L'album è ad oggi quello di maggiore successo del gruppo.

### L'abbandono di Santos alla band, il suo temporaneo scioglimento e la reunion (2004-oggi)
L'anno seguente avvenne però tra i membri della band qualcosa di inaspettato: il cantante del gruppo Jonny Santos lasciò la band. Santos cominciò ad impegnarsi in vari altri progetti tra il 2004 e il 2005 e nel 2006 pubblicò con il suo side project Silent Civilian l'album Rebirth of the Temple.
Nel 2008 gli Spineshank pubblicarono un greatest hits intitolato The Best of Spineshank, contenente i loro singoli di maggiore successo e durante lo stesso anno Jonny Santos tornò nella band, che cominciò a lavorare al quarto album. Il 22 aprile 2010 la band ha annunciato il ritorno in studio per la registrazione di un nuovo album, pubblicando sul proprio MySpace un video ripreso in studio e alcune tracce demo, che ha poi visto la luce nel 2012 col titolo Anger Denial Acceptance.

## Discografia

### Album in studio
- 1998 − Strictly Diesel
- 2000 − The Height of Callousness
- 2003 − Self-Destructive Pattern
- 2012 − Anger Denial Acceptance

### Raccolte
- 2008 − The Best of Spineshank

## Formazione
- Jonny Santos - voce
- Mike Sarkisyan - chitarra
- Robert Garcia - basso, cori
- Tommy Decker - batteria